# Saskia Rinsma
 (février 2019).
Si vous disposez d'ouvrages ou d'articles de référence ou si vous connaissez des sites web de qualité traitant du thème abordé ici, merci de compléter l'article en donnant les références utiles à sa vérifiabilité et en les liant à la section « Notes et références ».
Saskia Rinsma, née le 18 octobre 1964 à Waddinxveen,,, est une actrice néerlandaise.

## Filmographie

### Cinéma et téléfilms
- 1992-1993 : Recht voor z'n Raab : L'employé de banque
- 1995 : In voor- en tegenspoed (VARA) (nl) : Rinkje
- 1996 : La Robe, et l'effet qu'elle produit sur les femmes qui la portent et les hommes qui la regardent (De jurk) : Carla
- 1996 : Unit 13 (nl) : Fiona
- 1996 : M'n dochter en ik (nl) : Ellen
- 1999 : Leven en dood van Quidam Quidam (nl) : L'infirmière dans l'ambulance
- 2001 : Morlang (nl) : Heleen
- 2003 : Ernstige delicten (nl) : Le directeur de l'hôtel
- 2006 : Afblijven (nl) : La femme de la fenêtre
- 2006 : Keyzer & de Boer advocaten : Petra Volgers
- 2006-2007 : Lotte (nl) : Sandra Peters
- 2007 : Van Speijk : La psychiatre
- 2007 : Moordwijven (nl) : La femme surprise
- 2008 : Moes : Brenda
- 2008 : Dunya et Desie (nl) : Le médecin généraliste
- 2009 : Spion van Oranje (nl) : L'infirmière
- 2009 : Jardins secrets (Gooische Vrouwen) : La secrétaire en configuration
- 2010 : De Co-assistent (nl) : Elsa
- 2010 : Finnemans (nl) : Evelien
- 2010 : Richting west : Maaike
- 2011 : Flikken Maastricht (en français Flics de Maastricht) : Sylvana Zoer
- 2013 : Malaika (nl) : Tineke
- 2013 : Tien voor Twee : La femme ordinaire
- 2013 : Danni Lowinski (nl) : La libraire
- 2013 : Caps Club (nl) : Jannie Heesters
- 2014 : Lucia de B. : La gardienne de prison
- 2014 : Dokter Tinus : La mère avec enfant
- 2014 : SpangaS : L'avocate
- 2015 : Noord Zuid (nl) : Marjet
- 2015 : Familie Kruys (nl) : La cliente
- 2018 : Zuidas : Nancy Tremour
- 2018 : Flikken Rotterdam (nl) : Elsie